# Loano
Loano (en ligur Loa, Lêua) és un comune italià, situat a la regió de la Ligúria i a la província de Savona. El 2015 tenia 11.407 habitants.

## Geografia
Té una superfície de 13,48 km² i la frazione de Verzi. Limita amb Bardineto, Boissano, Borghetto Santo Spirito i Pietra Ligure

## Evolució demogràfica
| Gràfica d'evolució de Loano entre 1861 i 2011 |
|                                               |
| Font: ISTAT                                   |

## Persones vinculades a Loano

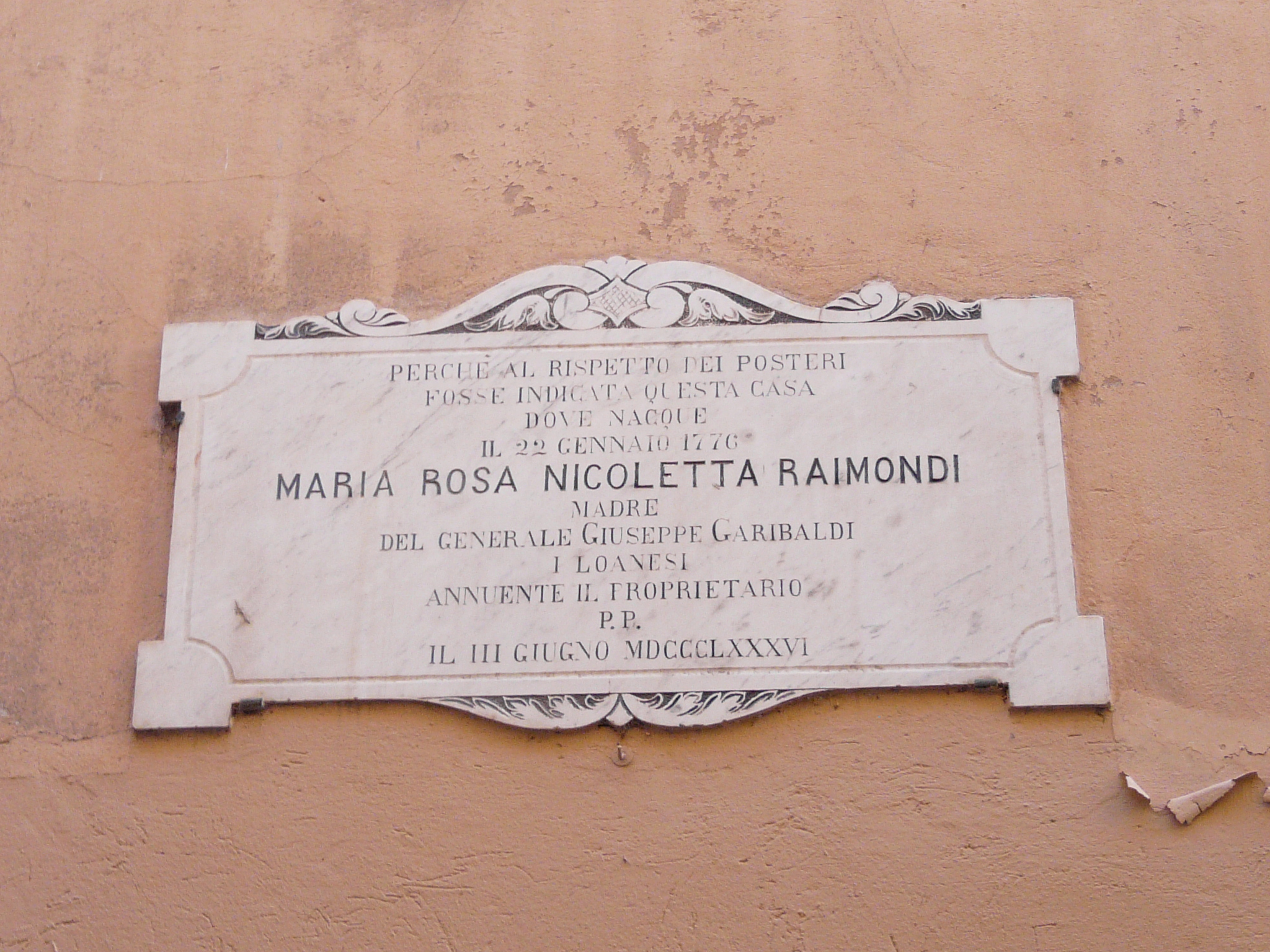
Placa a la casa nadiua de Rosa Raimondi, mare de Giuseppe Garibaldi

- Gianni Amico (Loano, 1933 - Roma, 1990), guionista i director.
- Giorgio Molteni (Loano, 1949), guionista i director.
- Antonietta Potente (Loano, 1958), teòloga i religiosa.
- Simona Tassara (Loano, 1972), jugador de bàsquet.